# Boszorkányváros
A Boszorkányváros (eredeti cím: Halloweentown) egy 1998-as amerikai egész estés, eredeti Disney Channel film. Rendezte Duwayne Dunham, írta Paul Bernbaum, Jon Cooksey és Ali Matheson.
Az Amerikai Egyesült Államokban 1998. október 17-én mutatták be, Magyarországon a Disney Channel vetítette.

## Történet
A Boszorkányváros című film főhőse Marnie. A fiatal lány élete nagyot fordul, amikor nagyanyja látogatóba jön hozzájuk. Aggie sokat mesél Marnie-nak és testvéreinek a boszorkányokról, amit a lány édesanyja nem néz jó szemmel, végül elküldi az idős asszonyt. Marnie és testvérei azonban a nagyi után erednek és Boszorkányvárosba érkezve számos érdekes és izgalmas újdonságban lesz részük.

## Szereplők
| Szereplő            | Színész              | Magyar hang      |
| ------------------- | -------------------- | ---------------- |
| Aggie Cromwell      | Debbie Reynolds      | Szabó Éva        |
| Gwen Cromwell Piper | Judith Hoag          | Ősi Ildikó       |
| Marnie Piper        | Kimberly J. Brown    | Kardos Eszter    |
| Dylan Piper         | Joey Zimmerman       | Ducsai Ábel      |
| Luke                | Phillip Van Dyke     | Gacsal Ádám      |
| Sophie Piper        | Emily Roeske         | Károlyi Lili     |
| Kalabar             | Robin Thomas         | Csankó Zoltán    |
| Benny (hangja)      | Rino Romano          | Szokol Péter     |
| Vérfarkas           | Michael Patrick Egan | Pálmai Szabolcs  |
| Kétfejű ember       | Hank Cartwright      | Orosz István     |
| Kétfejű ember       | Todd Tolces          | Besenczi Árpád   |
| Fogorvos            | J.W. Crawford        | Bácskai János    |
| Repülőseprű árus    | Kenneth Choi         | Galbenisz Tomasz |
| További szereplő    |                      | Sallai Nóra      |

## Premierek
| Ország                    | Dátum             | Csatorna                   |
| ------------------------- | ----------------- | -------------------------- |
| Amerikai Egyesült Államok | 1998. október 17. | Disney Channel USA         |
| Németország               | 1999. október 31. | Disney Channel Németország |
| Finnország                | 2006. október 28. | Disney Channel Finnország  |

## Külső hivatkozások
- Boszorkányváros promo. YouTube
- Boszorkányváros a PORT.hu-n (magyarul)
- Boszorkányváros az Internet Movie Database oldalon (angolul)